# تدريب القطط

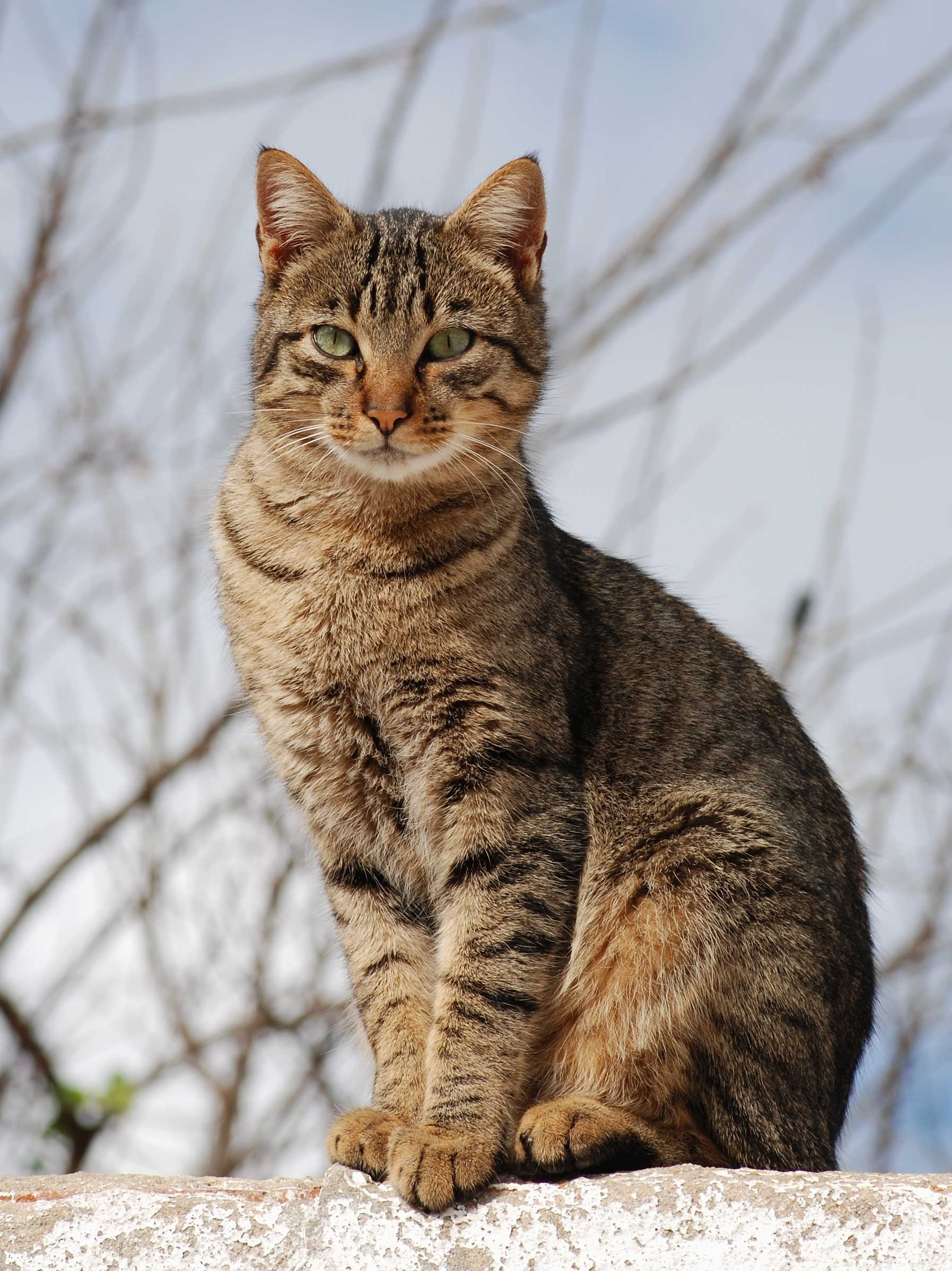
صورة للقط العربي.

تدريب القطط هو عملية تعديل سلوك قطة منزلية لأغراض الترفيه أو الرفقة. يستخدم التدريب بشكل شائع لتقليل السلوكيات غير المرغوب فيها وتهذيب القطط المنزلية، ولتعزيز التفاعلات بين البشر والقطط الأليفة وللسماح لهم بالتأقلم بشكل مريح. هناك طرق مختلفة لتدريب القطط تستخدم توازنات مختلفة بين المكافئة والعقاب.

## التدريب المنزلي

### تدريب صندوق الفضلات
يمكن تدريب القطط بسهولة على استخدام صندوق فضلات القطط لأن هذا سلوك طبيعي. تستخدم العديد من القطط البالغة والصغيرة صندوق الفضلات بشكل غريزي دون الحاجة إلى تعليمها وذلك بسبب غرائزها لطرد الفضلات الجسدية في التراب أو الرمل. لذلك، مع وجود هرة جديدة، يحتاج الملاك عادةً إلى إظهار القط الصغير حيث يوجد صندوق الفضلات وكيفية الدخول والخروج. في بعض الأحيان، يلزم بعض التدريب لمساعدة قطة جديدة على التكيف مع صندوق الفضلات أو لمساعدة قطة كبيرة السن تتوقف فجأة عن استخدام صندوق الفضلات.

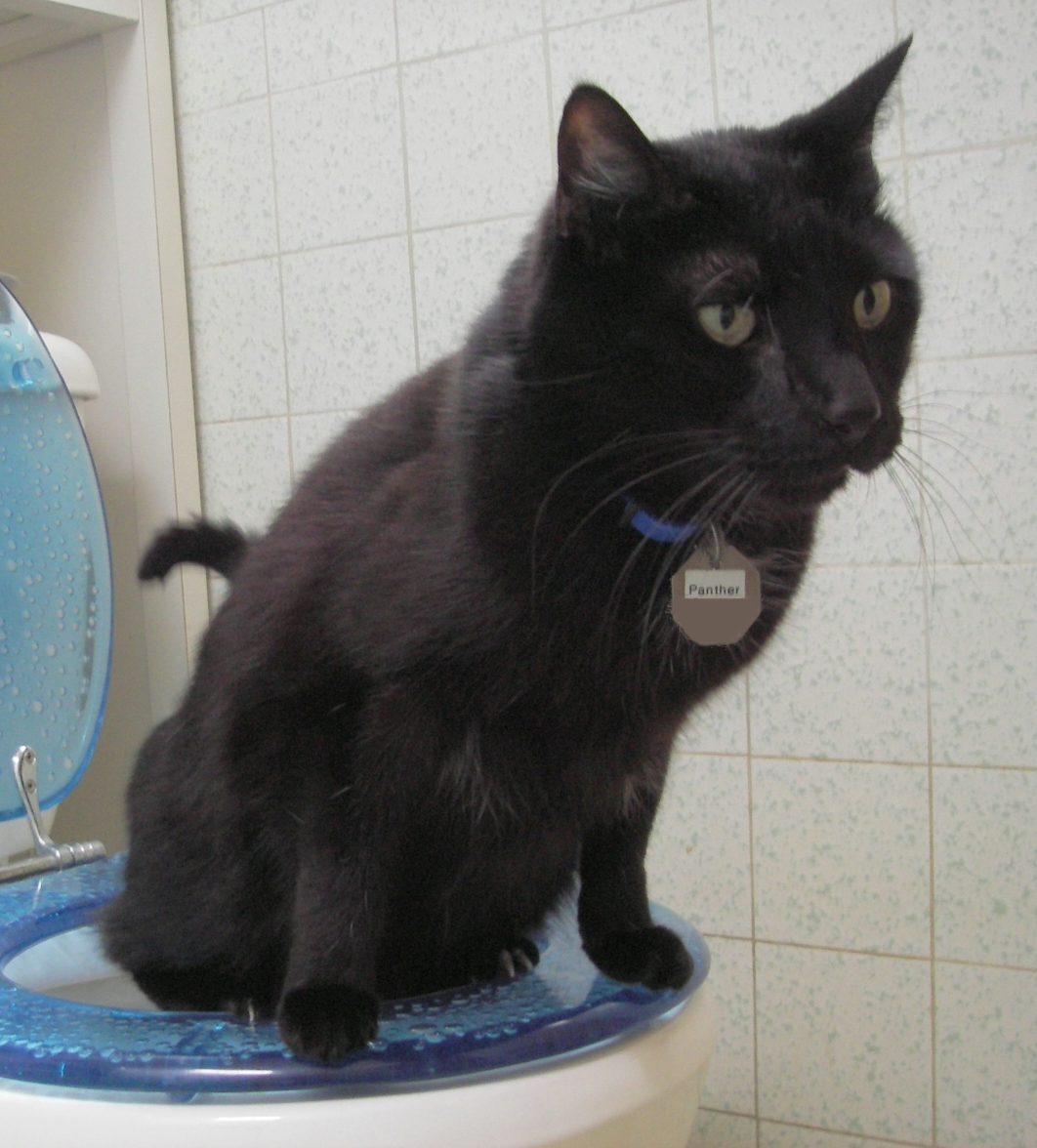

يمكن أيضًا تدريب القطط على استخدام المرحاض البشري. تتمثل فوائد هذه الطريقة في أنه يمكن لمالكي القطط التخلص من مهمة الحفاظ على صندوق الفضلات نظيف بشكل منتظم وتجنب الرائحة التي تنتج عندما لا يتم تنظيفه بشكل كافٍ. ينصح بعض خبراء السلوك في القطط بعدم التدريب على استخدام المرحاض لأنه يقيد المالك من مراقبة التغيرات في بول وبراز القطة (والتي غالبًا ما تكون مرتبطة بصحة الحيوان الأليف). نقد آخر هو أن التدريب على المرحاض يمكن أن يسبب ضغوطًا مختلفة على القط، ويرجع ذلك جزئيًا إلى أن استخدام المرحاض يتعارض مع غريزة القطة الطبيعية للحفر وتغطية برازها ولأن مقعد المرحاض قد يكون صعبًا جسديًا على القطط (خاصة القطط الكبيرة بالسن أو المريضة).

## أساليب التدريب

### التعزيز ايجابي

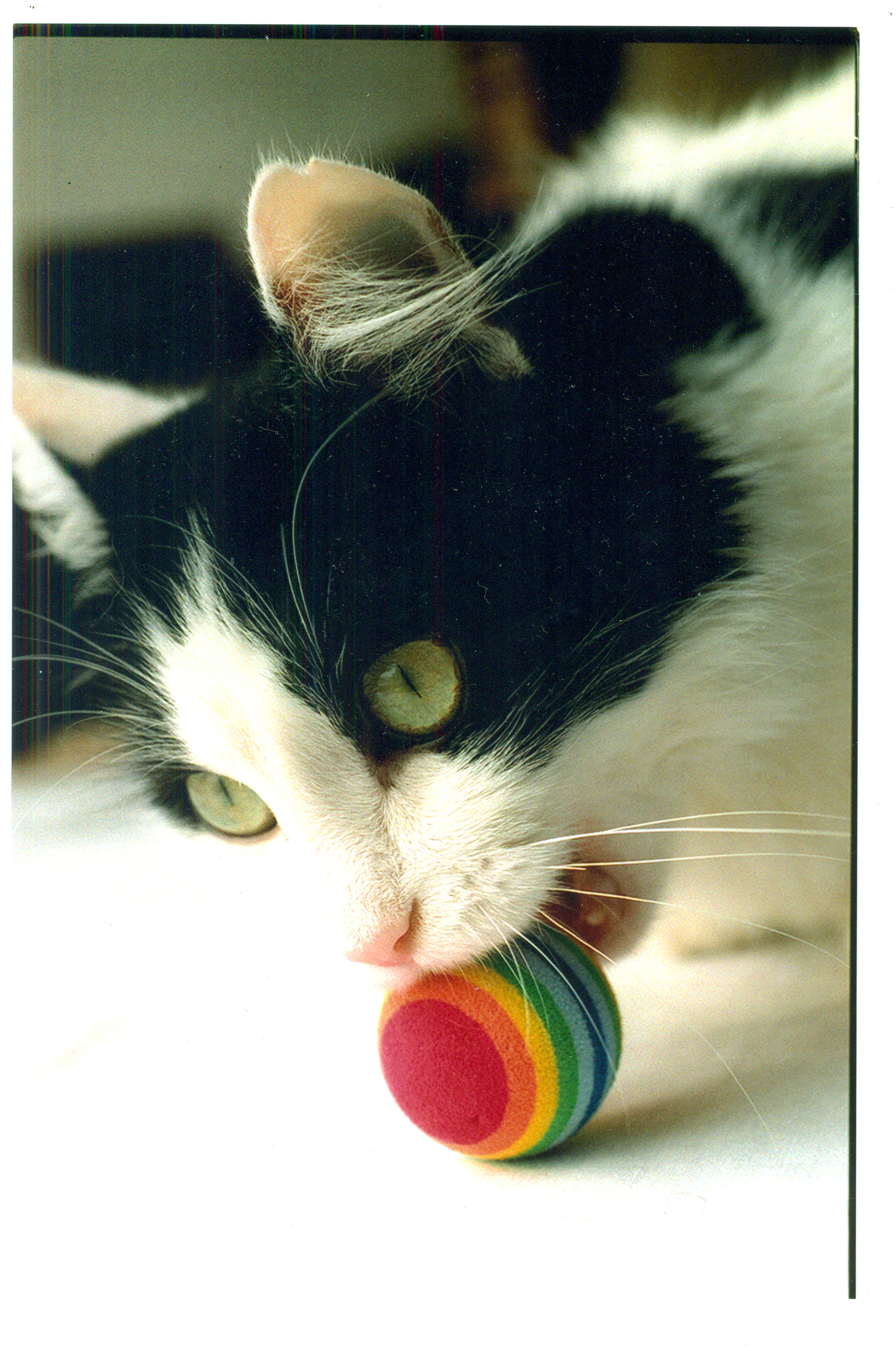

التدريب عن طريق العقاب ليس فعالًا، حيث من المرجح أن تتفاعل القطط بالخوف والتوترمما يؤدي غالبًا إلى مشاكل سلوكية. يقوم الناس أحيانًا عن غير قصد بتعزيز السلوك غير المرغوب فيه مثل المواء بصوت عالٍ أو الشكوى للفت الانتباه. لذلك، يشجع معظم المدربين مالكي القطط على استخدام تدريب التعزيز الإيجابي فقط، ويكافئون القط على السلوك المرغوب أو «الجيد»، ويقدمون لهم خيارات بديلة أو وسائل إلهاء (بدلاً من العقاب) للسلوك غير المرغوب فيه. يتضمن تدريب القطة التعزيز والتعاون والوقت والصبر من الإنسان.

### التدريب بتقنية الفرس
تم تطوير تدريب Clicker بواسطة Keller Breland و Marian Breland Bailey و Bob Bailey. تم استخدام هذه التقنية في البداية في تدريب الثدييات البحرية، ثم انتشرت لاحقًا في عالم تدريب الحيوانات الأليفة (الكلاب والقطط بشكل أساسي، ولكن تم استخدامها مع الحيوانات الأخرى أيضًا). يستخدم تدريب الفرس صوتًا للإشارة إلى الحيوان بأنه قد أدى السلوك الصحيح أو المرغوب فيه. يمكن للمدربين استخدام أي عنصر يصدر صوتًا (على سبيل المثال، صافرة أو صفير أو قلم ينقر). يستخدم العديد من الأشخاص أداة تدريب تسمى الفرس، وهي علبة بلاستيكية صغيرة بعلامة تبويب معدنية تجعل صوت النقر عند الضغط عليه سريعًا. عندما يقوم جهاز النقر بتدريب قطة، ينقر المدرب في نفس اللحظة التي يقوم فيها القط بالسلوك المطلوب ويكافئ بمكافأة بعد النقر مباشرة. ستبدأ القطة في ربط الصوت بالطعام، وستفهم أن الصوت يعني أنها فعلت الشيء الصحيح. يعد تدريب الفرس شائعًا في مجال تدريب القطط لأن جهاز النقر (أو أي صوت آخر) يسمح للمدرب بإخبار القطة فور أدائها بشكل صحيح، ويسهل على القطة تحديد الإجراء / السلوك الذي تتم مكافأتها عليه بالضبط.

## المشاكل السلوكية
يمكن للطبيب البيطري استبعاد الأسباب الطبية المحتملة للمشاكل السلوكية في القطط. إذا تم استبعاد الأسباب الطبية ويمكن أن يساعد علماء سلوك القطط في معالجة السلوكيات الإشكالية من خلال إعادة تدريب القط والبشر حتى يتم تلبية احتياجات القط.

### الخدش
العديد من القطط تخدش الأثاث مثل الكراسي والأرائك (حتى عند توفير أعمدة خدش لها في المنزل) لأن غريزة القطة هي خدش أشياء مختلفة، مثل الأشجار، كعلامة يمكن للقطط الأخرى رؤيتها وشمها. يقترح المدربون توجيه القطط نحو أشياء مخصصة للخدش سيستمتعون بها وتغيير بعض أنماط أو مواقع أعمدة الخدش حول المنزل، وجعل خدش الأثاث أمرًا غير مريح. يستخدم البعض تدريبات التعزيز الإيجابي، والتي غالبًا ما تكون مصحوبة بجهاز نقر، لإشراك القطة في استخدام عمود الخدش.

### الرش
يعتبر رش البول مشكلة موجودة عادة مع القطط الذكورالسليمة ولكن يمكن أن تحدث أيضًا مع الإناث والقطط المخصية. تشمل الحلول لهذه المشكلة: الحفاظ على صندوق الفضلات نظيفًا للغاية وإزالة أسباب التوتر من بيئة القط وتوفير طعام منفصل وصناديق فضلات في منزل متعدد القطط، ومنع القطط الخارجية من الوصول إلى الفناء والمنطقة المحيطة بالمنزل. في الحالات التي يستمر فيها الرش، يُنصح المالكون بطلب المساعدة البيطرية لأن هذا قد يكون بسبب القلق أو مشاكل الصحة البدنية.

### المواء
تموء القطط لأسباب مختلفة وبعضها بطبيعة الحال أكثر صوتًا من البعض الآخر. يصبح هذا السلوك مشكلة عندما يكون هناك تموء أو عواء مفرط، خاصة في الليل. يشيع استخدام تدريب التعزيز الإيجابي المصحوب أحيانًا بواسطة جهاز النقر وفي هذه الحالة يفضل هذا تجاهل القطة عندما تصدر ضوضاء ومكافأتها بالمعاملة والعاطفة عندما تكون هادئة.

## الخدع
قد يتم تدريب القطة على القيام ببعض الحيل مثل الادعاء بالموت أو قرع جرس الباب. نظرًا لمرونة القطة وهيكلها العظمي، فهي قادرة على تحريف وثني أجسامها والقفز لمسافة معقولة والوقوف بثبات. يمكن تحويل هذه الموهبة إلى حيل تتضمن القفز من خلال الأطواق والخدش. تستطيع القطط تعلم العديد من أنواع الأوامر  مثل أن تأتي عند مناداتها، وتجلس، وتتدحرج، وتهز قدمها، وتقفز.